# Naomi Baki
Naomi Baki, née en 1985 à Raga au Soudan du Sud, est une personnalité sud-soudanaise. Elle est connue pour avoir écrit le livre Je suis encore vivante, Dix ans d'errance du Soudan à l'Europe où elle témoigne de son histoire depuis son départ du Soudan en 1999 pendant la guerre civile jusqu'à son obtention du droit d'asile en France.

## Biographie
Naomi Baki est née en 1985 à Raga au Soudan du Sud dans le Bahr El Ghazal.
Elle a grandi dans une famille catholique aisée de douze enfants, de la tribu Kresh Gbaya. Son père Julio, haut fonctionnaire dans le Ministère de l'éducation, est directeur d'école. Il est aussi engagé politiquement en faveur de l'indépendance du Soudan du Sud. Après le déclenchement de la seconde guerre civile soudanaise qui oppose le Nord et le Sud, Julio Baki est arrêté, et torturé à mort. La guerre est partout. En octobre 1999, la vie de Naomi bascule. Peu avant son 14e anniversaire, elle doit fuir loin de sa famille, à la suite de bombardements.

## Dix ans d'errance vers la liberté
Réduite en servitude, violentée, islamisée de force, humiliée quotidiennement, Naomi est emmenée à Khartoum, puis en Arabie saoudite, au Yémen à Sanaa, et finalement en Syrie, où elle accouche dans sa seizième année et se retrouve abandonnée, dans la campagne d'Alep. 
Avec sa petite fille sur le dos, elle parvient à franchir la frontière turque avec des réfugiés, puis arrive en Grèce. Après 10 ans d'errance et de combat pour sa dignité, dans une société grecque qui ne fait pas de cadeau aux femmes migrantes africaines, elle se heurte à l'impossibilité de faire valoir son droit à l'asile. Elle parvient finalement à se rendre en France en février 2011, avec une identité d'emprunt.
C'est en France qu'elle peut enfin raconter son histoire. Elle obtient de l'OFPRA le droit d'asile dès sa première demande (juillet 2011), ce qui lui permet de retrouver une identité légale et de se reconstruire avec Caroline, sa fille, par la formation, le travail, le logement et l'apprentissage de la langue française.

## Un livre pour témoigner
Grâce à l'accompagnement prodigué par deux femmes qui l'ont aidée à mettre en forme son récit, Naomi Baki a publié son récit en 2013. Ce livre, préfacé par Pierre Darcis (créateur du Prix Littéraire des Droits de l'Homme), a attiré l'attention des médias. Interviewée dans la presse écrite, à la radio et la télévision, Naomi Baki est devenue la grande voix sud-soudanaise de celles et ceux qui n'ont pas de voix. Revenue du pire, installée dans le département de l'Aisne avec sa fille, elle appelle à la réconciliation et au pardon.

## Publications
- Je suis encore vivante, Dix ans d'errance du Soudan à l'Europe (avec Marie Taurand et Sophie Porteil), Paris, Le Cerf, 2013
- Témoignage, dans Jean-Michel di Falco, Timothy Radcliffe, Andrea Riccardi (dir.), Le livre noir de la condition des chrétiens dans le monde, Paris, XO éditions, 2014, p. 476 à 485